# Journal of the Physical Society of Japan
Journal of the Physical Society of Japan  is een Japans, aan collegiale toetsing onderworpen wetenschappelijk tijdschrift op het gebied van de natuurkunde.
De naam wordt in literatuurverwijzingen meestal afgekort tot J. Phys. Soc. Jpn.
Het eerste nummer verscheen in 1946.